# Allen Boretz
Allen Boretz, né le 31 août 1900 à New York (État de New York) et mort le 21 mai 1986 à Branford (Connecticut), est un scénariste américain.

## Biographie
Il fut une des victimes du maccarthysme et inscrit sur la liste noire du cinéma.

## Filmographie
- 1943 : Deux Nigauds dans le foin (It Ain't Hay)
- 1944 : Up in Arms
- 1944 : Dansons gaiement (Step Lively) de Tim Whelan
- 1944 : Le Bal des sirènes (Bathing Beauty)
- 1944 : La Princesse et le pirate (The Princess and the Pirate)
- 1946 : Ziegfeld Follies
- 1947 : Copacabana
- 1947 : Where There's Life
- 1948 : My Girl Tisa (en)
- 1948 : Deux Gars du Texas (Two Guys from Texas) de David Butler